# Lazaret de la Garde
Le Lazaret de la Garde (en finnois : Kaartin lasaretti) est un bâtiment situé dans le quartier de  Kamppi à Helsinki, en Finlande.

## Description du Lazaret
Cet hôpital militaire située au 37, rue Lönnrotinkatu est construit pour la garde finlandaise. Il occupe la partie nord de la place Hietalahdentori. 
Conçu par Carl Ludvig Engel, le bâtiment principal est construit en 1827. 
L'autre bâtiment conçu par Evert Lagerspetz est construit sur la rue Kalevankatu en 1884.

## La boulangerie du Lazaret

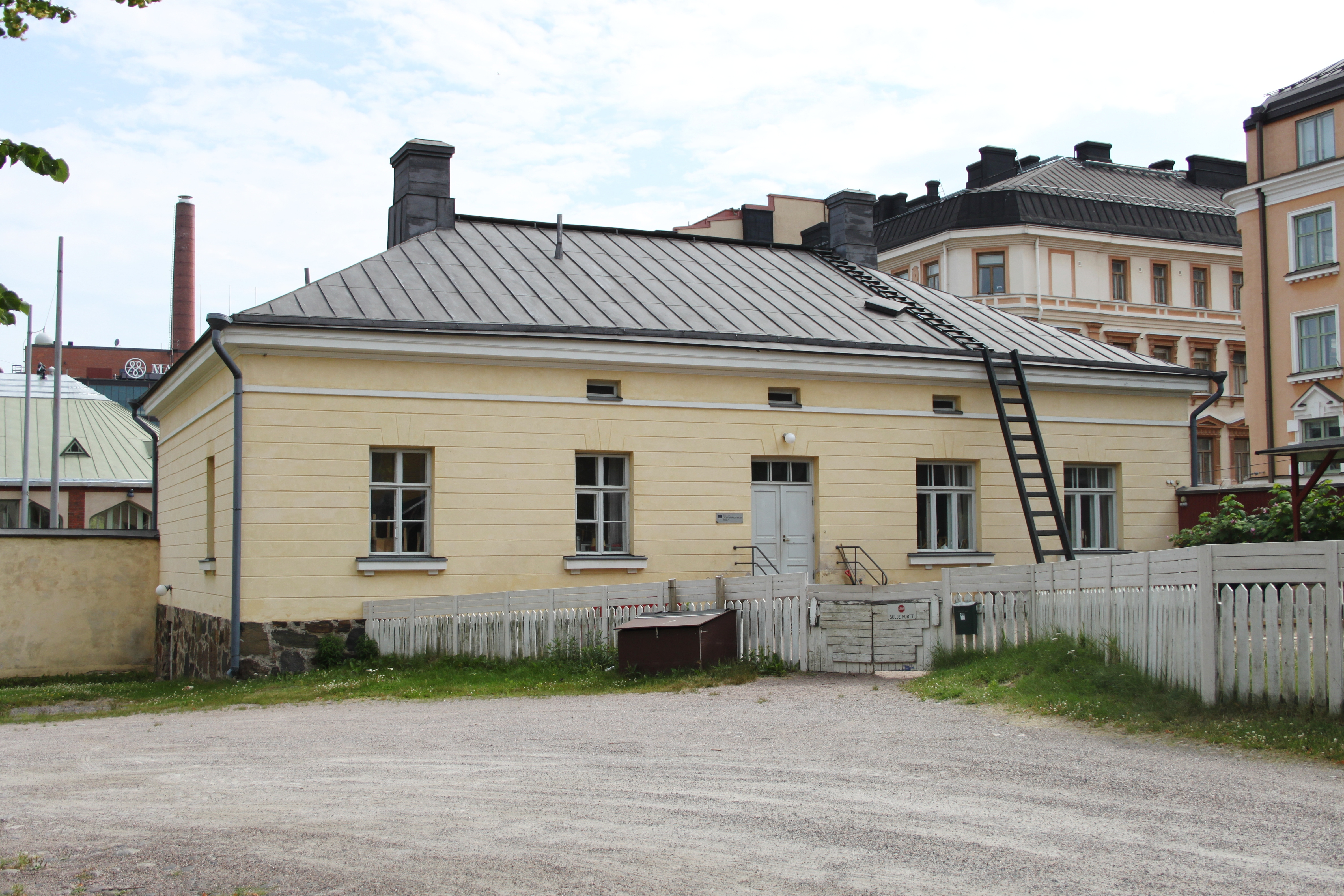
La boulangerie du Lazaret.

La Boulangerie du Lazaret de la Garde  est située au 37, rue Lönnrotinkatu 37 et au 1, rue Hietalahdenkatu. Construit en 1835 sur les plans de Carl Ludvig Engel, le bâtiment de la Boulangerie du Lazaret de la Garde est situé à proximité du Lazaret de la Garde ,.

## Histoire
En 1822, il y a déjà un hôpital militaire qui est détruit dans un incendie en 1826. En 1829, on construit un nouvel hôpital pour les tireurs d’élite de la garde finlandaise qui donne le nom de Lazaret de la garde  (en finnois : Kaartin lasaretti). Cet hôpital s’étend progressivement à tout le quartier. ||  ,,